# Eilema pallifrons
Eilema pallifrons là một loài bướm đêm thuộc phân họ Arctiinae, họ Erebidae.